# Tweebloemig viooltje
Tweebloemig viooltje (Viola biflora) is een soort uit de viooltjesfamilie (Violaceae). Het is een kleine, in koudere klimaten groeiende plant met karakteristieke, kleine, gele bloemen.

## Determinatie
Tweebloemig viooltje is een groenblijvende, kruidachtige hemikryptofyt die een hoogte van ± 5–20 cm bereikt. De plant heeft een rechte, dunne, kale, duidelijk ontwikkelde en onvertakte stengel. De niervormige bladeren zijn wisselstandig aan de stengel bevestigd en hebben een duidelijke steel. Ze zijn rond van vorm en worden tot 4 cm breed. De steunblaadjes zijn lancetvormig en hebben een gladde rand.

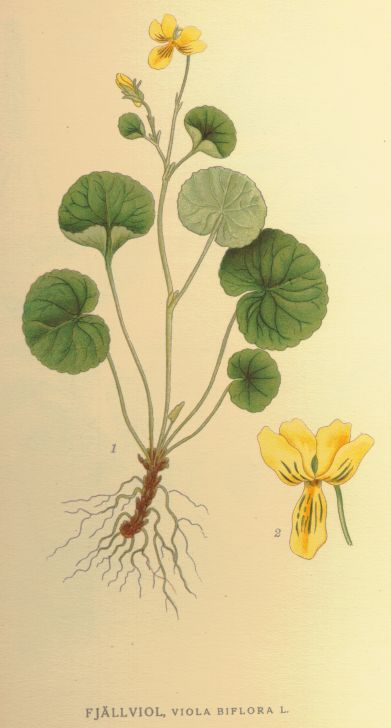
Morfologische tekening uit een werk van de Zweedse botanicus Carl Axel Magnus Lindman, rond 1915.

De bloeitijd loopt van mei tot juli. Aan het einde van de stengel groeien dan een of twee bloemen. De bloemstengels zijn een tot twee maal zo lang als het dichtstbijzijnde blad. De bloemen zijn monosymmetrisch en bestaan uit vijf gele kroonbladeren in een dubbel bloemdek. De kroonbladeren staan opwaarts en zijwaarts uit en zijn bedekt met dunne bruine strepen. De kroon is in zijn geheel ongeveer 15 mm lang. De kelkbladeren hebben een spits uiteinde. De spoor is bij tweebloemig viooltje het kortst van alle viooltjessoorten. Soms komen er cleistogame bloemen voor, die zichzelf reeds in de knop bestuiven. Als de bloem is uitgebloeid maakt ze plaats voor een kale, spitse, 3-kleppige doosvrucht.

## Ecologie
Tweebloemig viooltje is een snelgroeiende soort die vooral voorkomt op kalkhoudende substraten; het liefst op vochtige, beschutte plekken. Ze is onder andere te vinden in rotsvegetatie, bergstruwelen en bronmilieus. Omdat de wortels maar een geringe zuigkracht hebben verwelken de planten snel wanneer zij in de volle zon terechtkomen. De soort heeft in de winter een dikke laag sneeuw nodig ter isolatie van de daarboven nog koudere omstandigheden; ze verdaagt geen temperaturen onder de −12 °C.
In tegenstelling tot de meeste andere viooltjes (die aanzienlijk langere sporen hebben) wordt tweebloemig viooltje hoofdzakelijk bestoven door vliegen. De zaadverspreiding van de zaden vindt plaats via zoogdieren als reeën, geiten of gemzen; hierin verschilt de soort ook aanzienlijk vergeleken met de meeste andere viooltjes, waarbij mieren de zaden verspreiden. Tweebloemig viooltje plant zich ook vegetatief voort via ondergrondse uitlopers.

## Verspreiding
Het verspreidingsgebied van tweebloemig viooltje strekt zich uit over het noordpoolgebied en de koudere delen van de gematigde zone van Europa en Azië, en in berggebieden op deze continenten.
Vanwege de voorkeur voor vochtige, beschutte plekken komt tweebloemig viooltje in de Alpen samen met groot robertskruid, alpenscheefkelk en brandnetels diep in grotten voor.
... · 
V. arvensis (akkerviooltje) · 
V. ×bavarica (middelst bosviooltje) · 
V. biflora (tweebloemig viooltje) · 
V. calcarata (langsporig viooltje) · 
V. canina (hondsviooltje) · 
V. cornuta (hoornviooltje) · 
V. cryana · 
V. curtisii (duinviooltje) · 
V. epipsila · 
V. guestphalica (violette zinkviooltje) · 
V. hirta (ruig viooltje) · 
V. ircutiana · 
V. kusnezowiana · 
V. lutea · 
V. lutea subsp. calaminaria (zinkviooltje) · 
V. lutea subsp. lutea (geel viooltje) · 
V. lutea subsp. elegans ·
V. mirabilis (wonderviooltje) · 
V. odorata (maarts viooltje) · 
V. palustris (moerasviooltje) · 
V. persicifolia (melkviooltje) · 
V. pubescens · 
V. reichenbachiana (donkersporig bosviooltje) · 
V. riviniana (bleeksporig bosviooltje) · 
V. rupestris (zandviooltje) · 
V. tricolor (driekleurig viooltje) · 
...